# Wanda Ronka-Chmielowiec
Wanda Ronka-Chmielowiec (ur. 18 czerwca 1948) – polska ekonomistka, dr hab. nauk ekonomicznych, profesor zwyczajny Instytutu Zarządzania Finansami Wydziału Zarządzania, Informatyki i Finansów Uniwersytetu Ekonomicznego we Wrocławiu.

## Życiorys
W 1971 ukończyła studia na Uniwersytecie Wrocławskim, w 1990 habilitowała się na podstawie dorobku naukowego i pracy zatytułowanej Modele aproksymacyjne w ekonomii. 20 maja 1998 nadano jej tytuł profesora w zakresie nauk ekonomicznych.
Pracowała w Wyższej Szkole Bankowej we Wrocławiu oraz w Instytucie Zarządzania Finansami na Wydziale Zarządzania i Informatyki Akademii Ekonomicznej im. Oskara Langego we Wrocławiu.
Pełniła funkcję członka Komitetu Nauk o Finansach, Komitetu Statystyki i Ekonometrii I Wydziału Nauk Społecznych, Komitetu Nauk o Finansach I Wydziału Nauk Humanistycznych i Społecznych Polskiej Akademii Nauk, a także dziekana na Wydziale Zarządzania i Informatyki Akademii Ekonomicznej im. Oskara Langego we Wrocławiu.
Objęła funkcję profesora zwyczajnego Instytutu Zarządzania Finansami Wydziału Zarządzania, Informatyki i Finansów Uniwersytetu Ekonomicznego we Wrocławiu.